# Richard Allen
Richard James Allen (ur. 4 czerwca 1902 w Nagpurze, zm. w 1969 w Bangalore) – indyjski hokeista na trawie. Trzykrotny mistrz olimpijski.
Brał udział w trzech igrzyskach (IO 28, IO 32, IO 36), za każdym razem zdobywając medale. Grał na pozycji bramkarza. Na Igrzyskach w Amsterdamie wystąpił we wszystkich pięciu meczach, w Los Angeles rozegrał jeden mecz, zaś w Berlinie rozegrał cztery mecze. W tych wszystkich meczach puścił łącznie dwa gole. Z dorobkiem trzech złotych medali jest jednym z najbardziej utytułowanych hokeistów w historii olimpiad.